# Home for Christmas (альбом Долли Партон)
| Оценки критиков | Оценки критиков |
| Источник        | Оценка          |
| --------------- | --------------- |
| AllMusic        | [ 1 ]           |

Home for Christmas (с англ. — «Дома на Рождество») — тридцатый сольный студийный и второй рождественский альбом американской певицы Долли Партон, выпущенный 11 сентября 1990 года на лейбле Columbia Records.

## Об альбоме
Продюсером альбома выступил Гэри Смит, а исполнительным продюсером — сама Партон. В отличие от предыдущего рождественского альбома Once Upon a Christmas, в котором было много оригинальных песен, Home for Christmas состоит из десяти рождественских стандартов. Выпуск альбома сопровождался специальным выпуском телевизионной программы ABC «Dolly Parton: Christmas at Home». Альбом был сертифицирован RIAA как золотой в 1994 году.

## Список композиций
| №                   | Название                          | Автор(ы)                                             | Длительность |
| ------------------- | --------------------------------- | ---------------------------------------------------- | ------------ |
| 1.                  | «First Noel»                      | традиционная                                         | 4:03         |
| 2.                  | «Santa Claus Is Coming to Town»   | Дж. Фред Крутс, Хейвен Гиллеспи                      | 1:52         |
| 3.                  | «I’ll Be Home for Christmas»      | Ким Гэннон, Уолтер Кент                              | 3:13         |
| 4.                  | «Rudolph, the Red-Nosed Reindeer» | Джонни Маркс                                         | 3:25         |
| 5.                  | «Go Tell It on the Mountain»      | традиционная                                         | 2:50         |
| 6.                  | «The Little Drummer Boy»          | Кэтрин Кенникотт Дэйвис, Генри Онорати, Гарри Симоне | 4:34         |
| 7.                  | «We Three Kings»                  | традиционная                                         | 2:44         |
| 8.                  | «Jingle Bells»                    | Джеймс Лорд Пьерпонт                                 | 1:55         |
| 9.                  | «O Little Town of Bethlehem»      | традиционная                                         | 2:39         |
| 10.                 | «Joy to the World»                | традиционная                                         | 4:23         |
| Общая длительность: | Общая длительность:               | Общая длительность:                                  | 31:50        |

## Чарты
| Чарт (1990)                        | Позиция |
| ---------------------------------- | ------- |
| США (Billboard Top Catalog Albums) | 37      |
| США (Billboard Top Country Albums) | 74      |
| США (Billboard Top Holiday Albums) | 29      |

## Сертификации и продажи
| Регион                                                      | Сертификация | Продажи  |
| ----------------------------------------------------------- | ------------ | -------- |
| США (RIAA)                                                  | Золотой      | 500 000^ |
| ^ Данные о тиражах приведены только на основе сертификации. |              |          |